# توپ طلای ۱۹۶۳

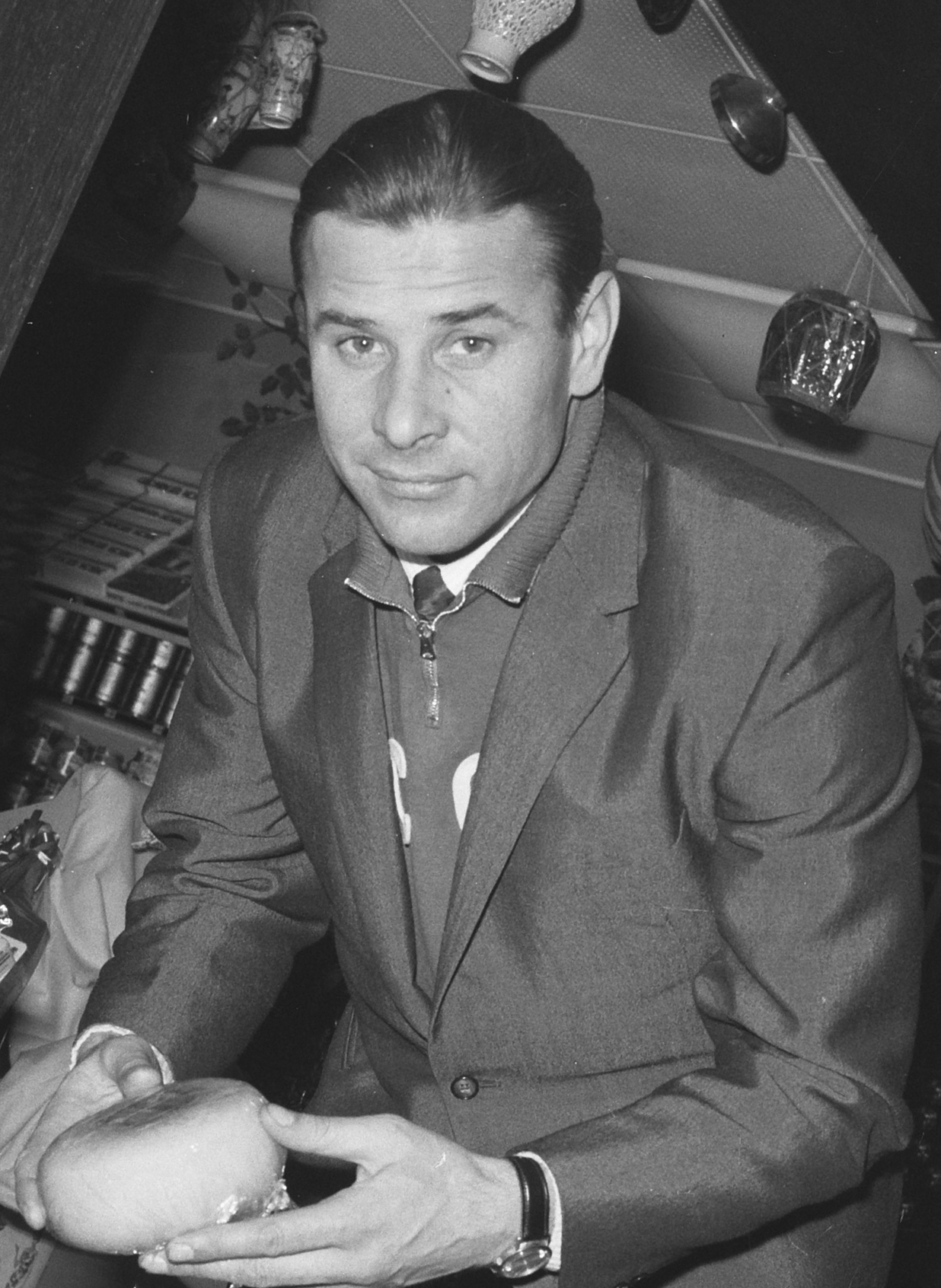
لو یاشین برنده توپ طلای ۱۹۶۳

توپ طلای ۱۹۶۳ (فرانسوی: 1963 Ballon d'Or‎) هشتمین رویداد سالیانهٔ توپ طلا بود که از سوی مجلهٔ فرانس فوتبال به بهترین بازیکن فوتبال در سال ۱۹۶۳ اعطا گردید که در این سال، لو یاشین برندهٔ توپ طلا شد. یاشین تا به الان تنها دروازه‌بان برنده این جایزه است. او همچنین اولین بازیکن روسی بود که برنده این جایزه شد.

## رتبه‌بندی
| ردیف | نام                   | باشگاه                       | ملیت               | امتیاز |
| ---- | --------------------- | ---------------------------- | ------------------ | ------ |
| ۱    | لو یاشین              | باشگاه فوتبال دینامو مسکو    | اتحاد جماهیر شوروی | ۷۳     |
| ۲    | جانی ریورا            | باشگاه فوتبال آ.ث. میلان     | ایتالیا            | ۵۶     |
| ۳    | جیمی گریوس            | باشگاه فوتبال تاتنهام هاتسپر | انگلستان           | ۵۱     |
| ۴    | دنیس لا               | باشگاه فوتبال منچستر یونایتد | اسکاتلند           | ۴۵     |
| ۵    | اوزه‌بیو               | باشگاه فوتبال بنفیکا         | پرتغال             | ۱۹     |
| ۶    | کارل-هاینتس شنلینگر   | باشگاه فوتبال کلن / Mantova  | آلمان غربی         | ۱۶     |
| ۷    | اووه زلر              | باشگاه فوتبال هامبورگ        | آلمان غربی         | ۹      |
| ۸    | بابی چارلتون          | باشگاه فوتبال منچستر یونایتد | انگلستان           | ۵      |
|      | جووانی تراپاتونی      | باشگاه فوتبال آ.ث. میلان     | ایتالیا            | ۵      |
|      | لوییس سوارز میرامونتس | باشگاه فوتبال اینتر میلان    | اسپانیا            | ۵      |
| ۱۱   | خوزه آلتافینی         | باشگاه فوتبال آ.ث. میلان     | برزیل              | ۴      |
| ۱۲   | عمر سیووری            | باشگاه فوتبال یوونتوس        | آرژانتین           | ۳      |
|      | فلوریان آلبرت         | باشگاه فوتبال فرنتس‌واروش     | مجارستان           | ۳      |
|      | Harry Bild            | باشگاه فوتبال نورشوپینگ      | سوئد               | ۳      |
|      | یوزف ماسوپوست         | دوکلا پراگ                   | چکسلواکی           | ۳      |
|      | پل فن هیمست           | باشگاه فوتبال اندرلشت        | بلژیک              | ۳      |
| ۱۷   | ژف ژوریون             | باشگاه فوتبال اندرلشت        | بلژیک              | ۲      |
|      | Károly Sándor         | باشگاه فوتبال ام‌تی‌کی بوداپست | مجارستان           | ۲      |
|      | روبر هربین            | باشگاه فوتبال سن-اتین        | فرانسه             | ۲      |
|      | چزاره مالدینی         | باشگاه فوتبال آ.ث. میلان     | ایتالیا            | ۲      |
| ۲۱   | ماریو کولونا          | باشگاه فوتبال بنفیکا         | پرتغال             | ۱      |
|      | Ake Johansson         | باشگاه فوتبال نورشوپینگ      | سوئد               | ۱      |
|      | مانفرد کایزر          | باشگاه فوتبال ارتسگبیرگ آئو  | آلمان شرقی         | ۱      |
|      | Metin Oktay           | باشگاه فوتبال گالاتاسرای     | ترکیه              | ۱      |
|      | اسواتوپلوک پلوسکال    | دوکلا پراگ                   | چکسلواکی           | ۱      |